# Теорема Гільберта про нулі
Теоре́ма Гі́льберта про нулі (також використовується німецька назва Nullstellensatz, що перекладається як «теорема про нулі») — теорема, що встановлює фундаментальний зв'язок між геометричними та алгебричними аспектами алгебричної геометрії.
Вона пов'язує поняття алгебричної множини з поняттям ідеалу в кільцях многочленів над алгебрично замкнутими полями. Вперше доведена Давидом Гільбертом (Math. Ann. 1893, Bd 42, S. 313–373) і названа на його честь.

## Формулювання
Нехай {\displaystyle K} — алгебрично замкнуте поле (наприклад, поле комплексних чисел).
Нехай {\displaystyle K[X_{1},\dots ,X_{n}]} — кільце многочленів від змінних {\displaystyle X_{1},\dots ,X_{n}} з коефіцієнтами з поля {\displaystyle K}
і нехай {\displaystyle I} — ідеал в тому кільці.
Афінний многовид {\displaystyle V(I)}, що визначається цим ідеалом, складається з усіх точок {\displaystyle x=(x_{1},\dots ,x_{n})\in K^{n}} таких, що {\displaystyle f(x)=0} для будь-якого {\displaystyle f\in I}.
Теорема Гільберта про нулі стверджує, що якщо деякий многочлен {\displaystyle p\in K[X_{1},\dots ,X_{n}]} приймає значення нуль на многовиді {\displaystyle \ V(I)}, тобто якщо {\displaystyle p(x)=0} для всіх {\displaystyle x\in V(I)}, то існує натуральне число {\displaystyle r} таке, що многочлен {\displaystyle p^{r}} міститься в {\displaystyle I}.
Наслідком є наступна «слабка теорема Гільберта про нулі»: якщо {\displaystyle I} є власним ідеалом в кільці
{\displaystyle K[X_{1},\dots ,X_{n}]}, то {\displaystyle V(I)} не може бути порожньою множиною, тобто існує загальний нуль для всіх многочленів даного ідеалу (цей факт випливає з того, що інакше многочлен {\displaystyle p(x)=p^{r}(x)=1} має корені всюди на {\displaystyle V(I)} через пустоту цієї множини і тому {\displaystyle 1\in I,} тобто ідеал не є власним). Ця обставина і дала ім'я теоремі. 
Загальний випадок може бути легко виведений з «слабкої теореми» за допомогою так званого прийому Рабіновича. Припущення про те, що поле {\displaystyle K} є алгебрично замкнутим, істотно: елементи власного ідеалу {\displaystyle (X^{2}+1)} у {\displaystyle \mathbb {R} [X]} не мають загального нуля.
Використовуючи стандартну термінологію комутативної алгебри теорему Гільберта про нулі можна сформулювати так: для кожного ідеалу {\displaystyle J} справедлива формула
{\displaystyle I(V(J))={\sqrt {J}},}
де {\displaystyle {\sqrt {J}}} є радикалом ідеалу {\displaystyle J}, а {\displaystyle I(U)} є ідеалом, породженим всіма многочленами, які зануляются на множині {\displaystyle U}.

## Доведення
Доведемо тут слабку версію теореми про нулі. Загальну версію, відповідно, можна отримати за допомогою леми Рабіновича.
Також, очевидно, якщо {\displaystyle I\subset J}, то {\displaystyle V(I)\supset V(J),} тому твердження теореми достатньо довести для максимальних ідеалів. В цьому випадку {\displaystyle L=K[X_{1},\dots ,X_{n}]/(J)} є полем для якого {\displaystyle K} є підполем. 
У випадку якщо {\displaystyle L=K} то для всіх {\displaystyle X_{i}} існує таке {\displaystyle a_{i}\in K} для якого {\displaystyle X_{i}-a_{i}\in J.} Але {\displaystyle (X_{1}-a_{1},\ldots ,X_{n}-a_{n})} є максимальним ідеалом і тому {\displaystyle J=(X_{1}-a_{1},\ldots ,X_{n}-a_{n}).} Звідси  {\displaystyle V(J)=\{(a_{1},\ldots ,a_{n})\}\neq \varnothing .}
Відповідно достатньо довести, що якщо {\displaystyle L} є скінченно породженим розширенням алгебраїчно замкнутого поля {\displaystyle K} та існує гомоморфізм кілець з {\displaystyle K[X_{1},\dots ,X_{n}]} на {\displaystyle L} (тобто гомоморфізм є сюр'єктивним), що є ідентичним відображенням на {\displaystyle K}, то {\displaystyle L=K.}
Але очевидно в цьому випадку {\displaystyle L} є скінченно породженою алгеброю над {\displaystyle K} і відповідно згідно леми Зариського розширення є скінченним і як наслідок кожен елемент {\displaystyle L} є алгебраїчним над {\displaystyle K.} Зважаючи, що {\displaystyle K} є алгебраїчно замкнутим полем, то {\displaystyle L=K.}